# Knjaginino
Knjaginino (russisch Княгинино) ist eine Kleinstadt in der Oblast Nischni Nowgorod (Russland) mit 6708 Einwohnern (Stand 14. Oktober 2010).

## Geografie
Die Stadt liegt etwa 110 km südöstlich der Oblasthauptstadt Nischni Nowgorod an der Imsa, einem linken Nebenfluss der Urga im Flusssystem der Wolga.
Knjaginino ist Verwaltungszentrum des gleichnamigen Rajons.

## Geschichte
Der Ort wurde erstmals in der Mitte des 16. Jahrhunderts urkundlich erwähnt, als Zar Iwan der Schreckliche die umliegenden Ländereien an den Bojaren (bzw. Fürsten) Michail Worotynski überschrieb. Der Ortsname bedeutet den Besitz des Ortes durch eine Fürstin (russisch knjaginja).
Am 28. Dezember 1779 erhielt der Ort das Stadtrecht als Verwaltungszentrum eines Kreises (Ujesds) unter dem Namen Knjaginin, verlor die Verwaltungsfunktion jedoch schon 1796 wieder.
Zwischen 1917 und 1926 (genauer Zeitpunkt unbekannt) verlor der Ort wegen der geringen Bevölkerungszahl das Stadtrecht und gehörte nun als Dorf Knjaginino zum Rajon Bolschoje Muraschkino.
Im November 1944 wurde Knjaginino wieder Verwaltungszentrum eines selbständigen Rajons, erhielt am 8. Januar 1968 wieder den Status einer Siedlung städtischen Typs und am 17. März 1998 das erneute Stadtrecht.

## Bevölkerungsentwicklung
| Jahr | Einwohner |
| ---- | --------- |
| 1897 | 2737      |
| 1926 | 1300      |
| 1959 | 1541      |
| 1970 | 3393      |
| 1979 | 5425      |
| 1989 | 6374      |
| 2002 | 6838      |
| 2010 | 6708      |

Anmerkung: Volkszählungsdaten (1926 gerundet)

## Kultur und Sehenswürdigkeiten
Die Stadt besitzt ein Heimatmuseum.
25 Kilometer südöstlich liegt im Dorf Wosroschdenije des Rajons Knjaginino der ehemalige Landsitz der Adelsfamilie Tolmatschow mit Parkensemble aus dem 19. Jahrhundert, 20 Kilometer südlich im Dorf Oserki der Landsitz der Familie Insarski.

## Wirtschaft und Infrastruktur
Knjaginino ist Zentrum der Textilindustrie mit langer Tradition der Herstellung von Kopfbedeckungen (Hüte, Pelzmützen und insbesondere auch Uniformmützen für Streitkräfte, Miliz und Eisenbahn). Daneben gibt es Betriebe der Lebensmittelindustrie (Milchpulverfabrik) und der Bauwirtschaft.
Die nächstgelegene Bahnstation ist Smagino, 50 Kilometer südlich an der Strecke Moskau–Arsamas–Kasan.

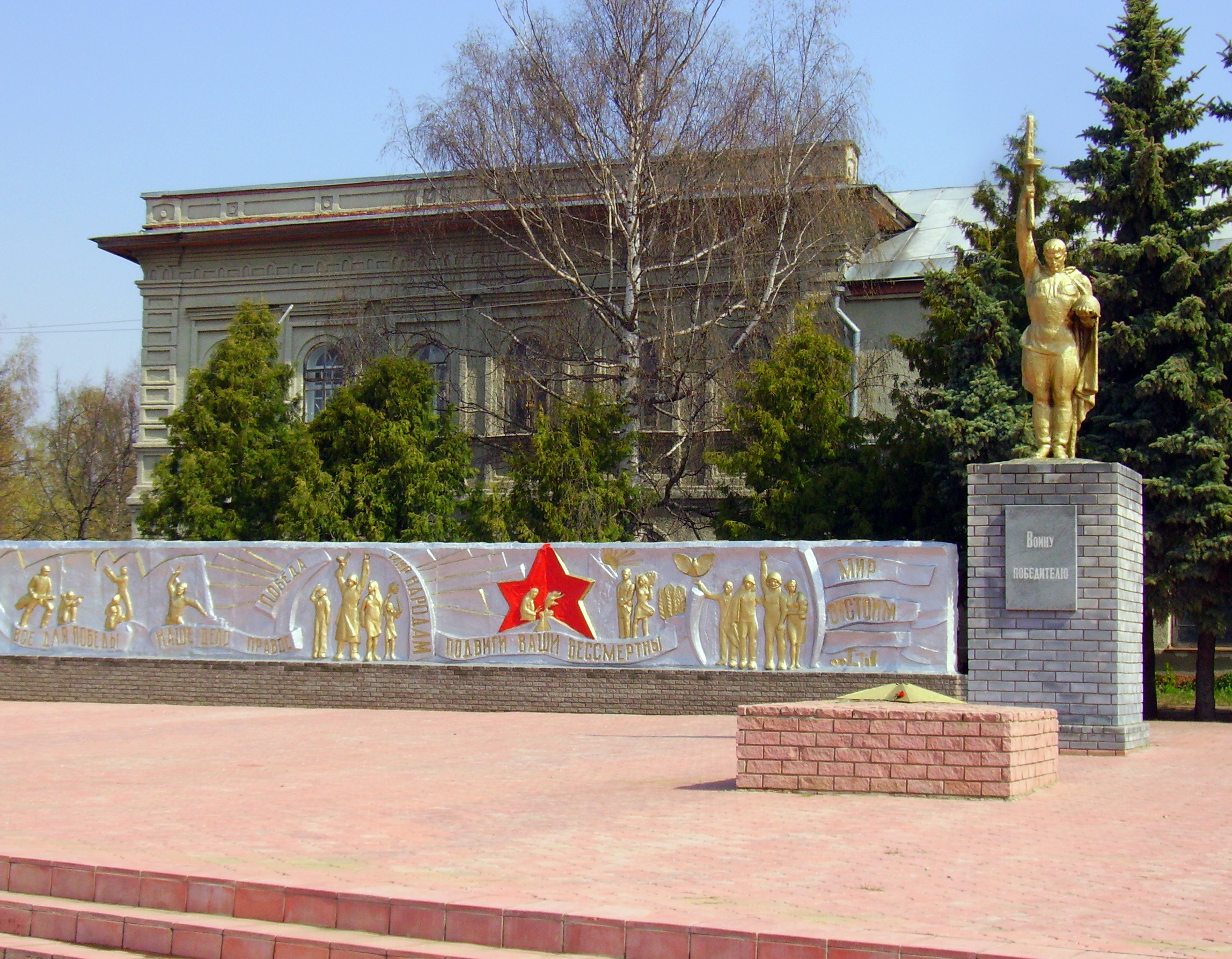
Kriegsmahnmal in Knjaginino
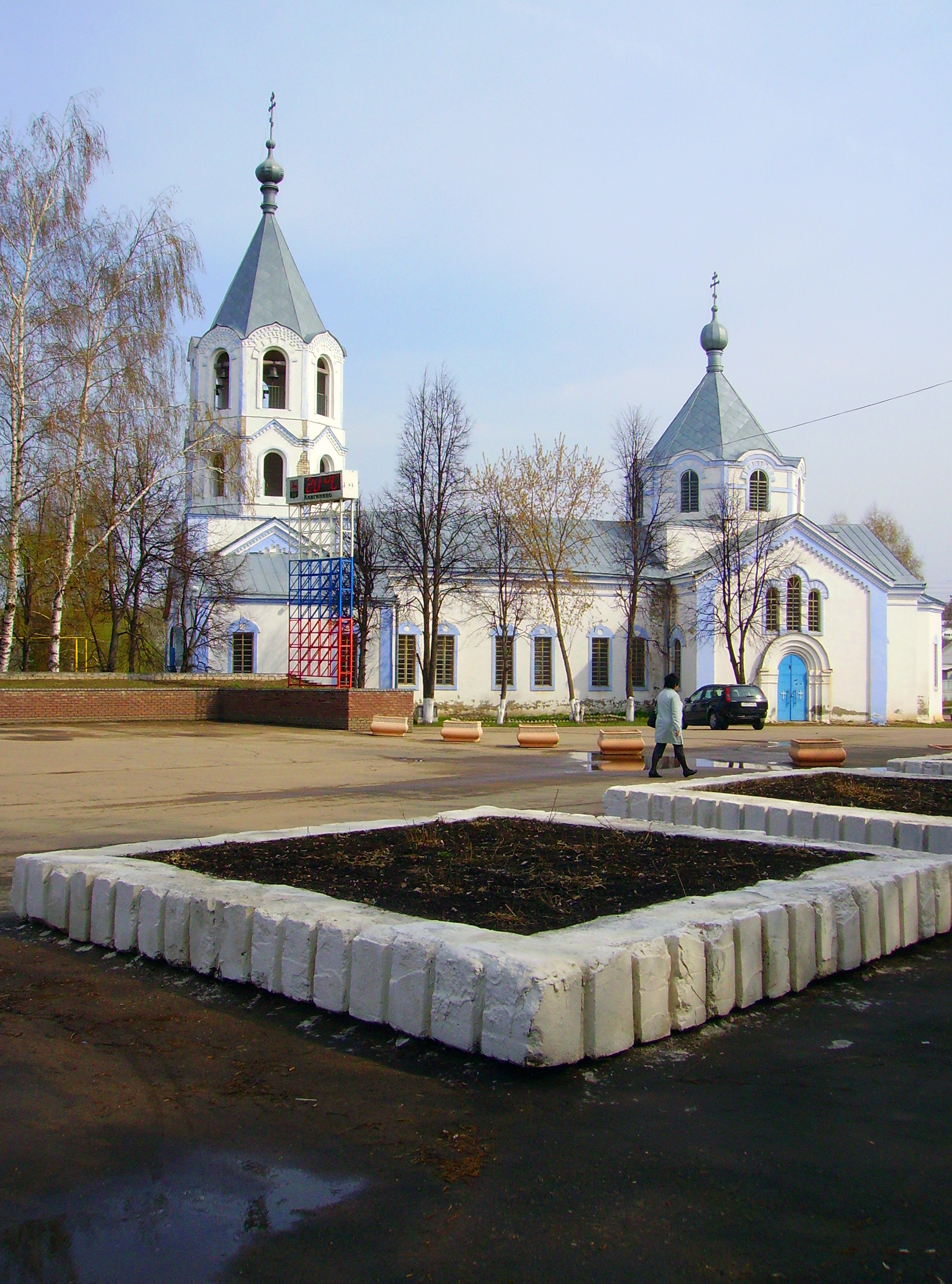
Mariä-Entschlafens-Kirche
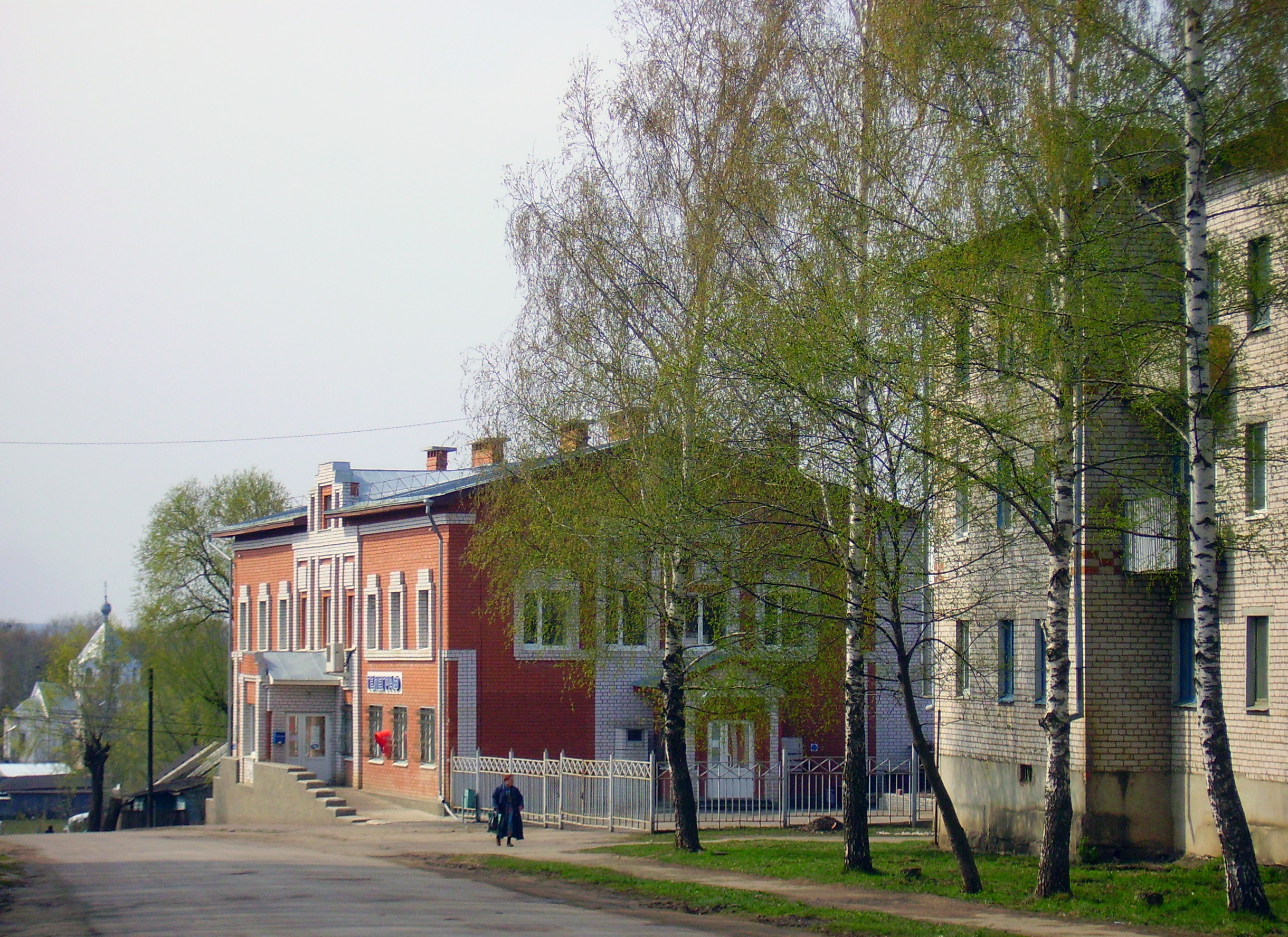
Sowetski-Gasse

## Söhne und Töchter der Stadt
- Wladimir Markownikow (1837–1904), Chemiker